# レイアウトマネージャ
レイアウトマネージャ（英: Layout manager）は、ウィジェット・ツールキットで使われるソフトウェアコンポーネントであり、距離単位を使わずにウィジェット群を相対位置に基づいて配置する機能を持つ。
多くのウィジェット・ツールキットはデフォルトでこの機能を備えており、ピクセル単位などの距離単位を使って（画面全体の）絶対座標や（親ウィンドウの）相対座標で配置を定義するよりも自然な配置が可能である。この機能によって、ウィジェット・ツールキットは2種類に分類できる。
- 配置方法が特殊なグラフィックコンテナとしてコード化されているもの。XUL や .NET Framework のウィジェット・ツールキット（Windows Forms や XAML）がこれに当たる。
- 配置方法がレイアウトマネージャとしてコード化されており、それを任意のグラフィックコンテナに適用可能なもの。Java API の一部である Swing がこれに当たる。

## XUL の例
vbox コンテナ上で各種コンポーネントを積み重ねることができる。
```
<?xml version="1.0"?>

<?xml-stylesheet href="chrome://global/skin/" type="text/css"?>

<window
 
id=
"vbox example"
 
title=
"Example"

        
xmlns:html=
"http://www.w3.org/1999/xhtml"

xmlns=
"http://www.mozilla.org/keymaster/gatekeeper/there.is.only.xul"
>

<vbox>

  
<button
 
id=
"yes"
 
label=
"Yes"
/>

  
<button
 
id=
"no"
 
label=
"No"
/>

  
<button
 
id=
"maybe"
 
label=
"Maybe"
/>

</vbox>

</window>

```

このようなコードで3つのボタンが vertical box 内で互いに積み重なった状態となる。

## Java Swing の例
FlowLayout レイアウトマネージャは、例えば文章を構成する語句のように、流れ（flow)に沿ったコンポーネント配置を行う。横幅に入るだけ水平方向にコンポーネントを（左から右へ）並べていき、いっぱいになると下に新たな行としてコンポーネントを配置していく。
```
import
 
javax.swing.JFrame
;

import
 
javax.swing.JButton
;

import
 
java.awt.FlowLayout
;

import
 
java.awt.Container
;

public
 
class
 
LayoutExample
 
extends
 
JFrame
 
{

    
public
 
LayoutExample
()
 
{

        
this
.
setTitle
(
"FlowLayoutDemo"
);

        
// get the top-level container in the Frame (= Window)

        
Container
 
contentPane
 
=
 
this
.
getContentPane
();

        
// set the layout of this container

        
contentPane
.
setLayout
(
new
 
FlowLayout
());

        
// add buttons in this container

        
this
.
add
((
new
 
JButton
(
"Button 1"
)));

        
this
.
add
((
new
 
JButton
(
"Button 2"
)));

        
this
.
add
((
new
 
JButton
(
"Button 3"
)));

        
this
.
add
((
new
 
JButton
(
"Long-Named Button 4"
)));

        
this
.
add
((
new
 
JButton
(
"5"
)));

        
// unrelated, exit the application when clicking on the 

        
// right close-button

        
this
.
setDefaultCloseOperation
(
JFrame
.
DISPOSE_ON_CLOSE
);

    
}

    
public
 
static
 
void
 
main
(
String
[]
 
args
)
 
{

        
LayoutExample
 
example
 
=
 
new
 
LayoutExample
();

        
example
.
setVisible
(
true
);

    
}

}

```

このコードでは、以下のように5つのボタンを同じ行に順に配置した状態となる。

## XAML の例
DockPanel コンテナは、子コンポーネントをその Dock 属性に従って配置する。
```
<Page
 
xmlns=
"http://schemas.microsoft.com/winfx/2006/xaml/presentation"
 
WindowTitle=
"myDock Panel"
>

  
<DockPanel>

      
<TextBlock
 
DockPanel.Dock=
"Top"
>
Top
 
1
</TextBlock>

      
<TextBlock
 
DockPanel.Dock=
"Top"
>
Top
 
2
</TextBlock>

      
<TextBlock
 
DockPanel.Dock=
"Top"
>
Top
 
3
</TextBlock>

      
<TextBlock
 
DockPanel.Dock=
"Top"
>
Top
 
4
</TextBlock>

  
</DockPanel>

</Page>

```

このコードでは、4つのテキストブロックが互いに上になるように配置される。